# Cereal
Cereais são as plantas cultivadas por seus frutos (do tipo cariopse) comestíveis, normalmente chamados grãos e são na maior parte gramíneas, compondo uma família com mais de 6 mil espécies. Os cereais são produzidos em todo o mundo, em maiores quantidades do que qualquer outro tipo de produto e são os que mais fornecem calorias ao ser humano. Em alguns países em desenvolvimento, os cereais constituem praticamente a dieta inteira da população.

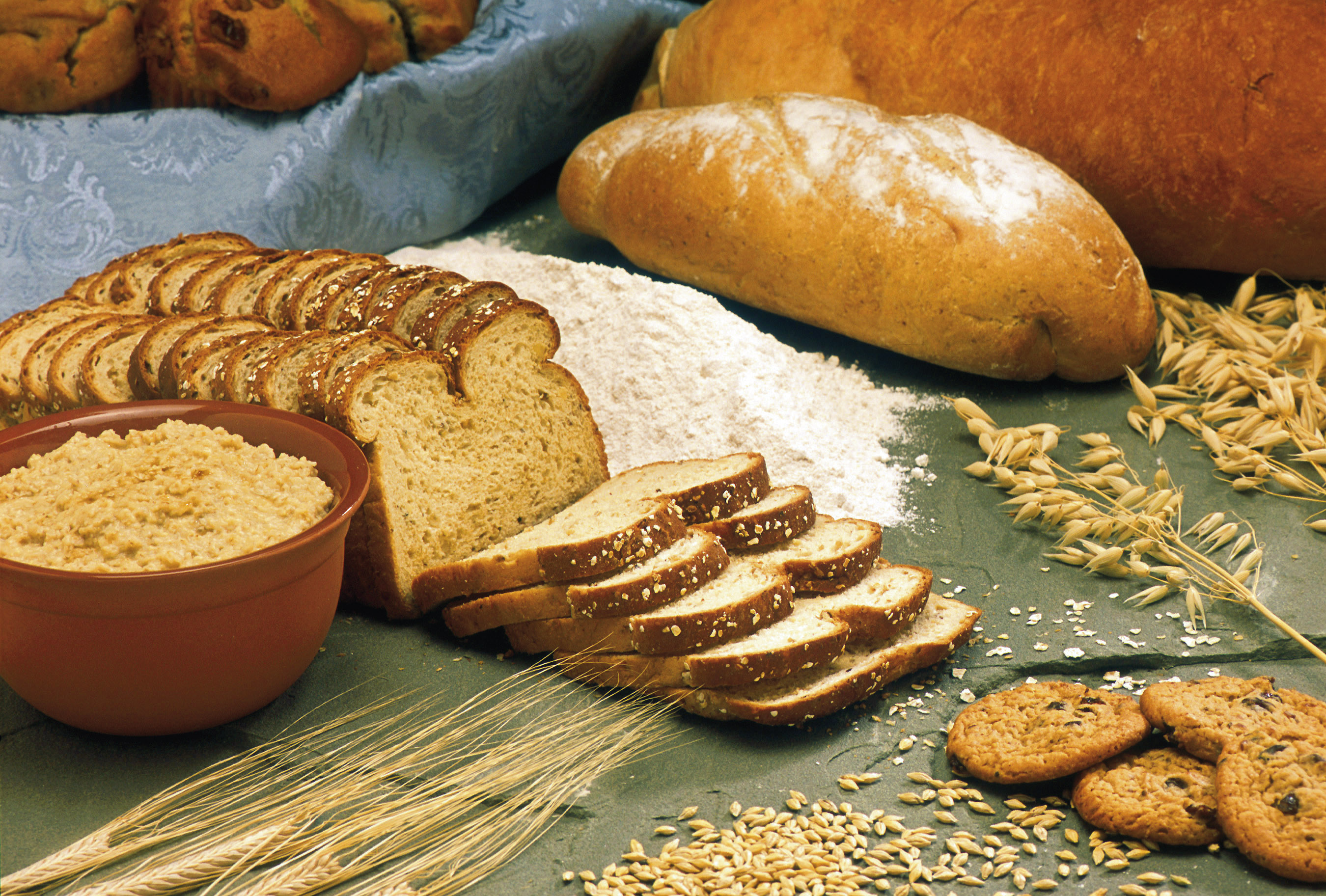
Aveia, cevada, e alguns produtos feitos deles.

Nos países desenvolvidos, o consumo de cereal é mais moderado mas ainda substancial. A palavra cereal tem sua origem na deusa romana do grão, Ceres. O trigo sarraceno, a quinoa e o amaranto são plantas consideradas pseudocereais, plantas de famílias diferentes a dos cereais mas que apresentam valores proporcionalmente próximos de carboidratos, lipídeos, proteínas e fibras em relação aos cereais. Destacam-se pelo alto teor e qualidade da proteína, com ausência de glúten, possuindo ainda algumas vitaminas e minerais em maior quantidade.

## Domesticação
Com o fim do último período glacial, ocorrido há 10 mil anos, houve o estímulo a uma intensa migração de animais e o surgimento de plantas em regiões antes inóspitas ao desenvolvimento destas, o que acabou por favorecer a migração de populações humanas para outras áreas. Com o advento de novas tecnologias e o início do domínio do fogo a humanidade passa a se fixar, época que ficou conhecida como Revolução Neolítica. A partir de então tem início a domesticação de animais e vegetais pelo homem. Pelo abandono paulatino do nomadismo e seminomadismo em preferência ao assentamento fixo e de caráter permanente, é que se pode falar em uma domesticação do ser humano pelos animais e vegetais, em menção à sua dependência para com seres e, consequentemente, ao impacto exercido na organização da vida humana.
Estima-se que os primeiros grãos de cereais tenham sido domesticados cerca de 11 000 anos atrás por comunidades agrícolas antigas na região do Crescente Fértil. Por meio de registros arqueológicos datados de 10 000 a.C, sabe-se que pequenas aldeias agrícolas da Palestina recolhiam intensamente cereais selvagens, e que a semeadura desses cereais foi detectada na Síria por volta de 9 000 a.C.. A expansão da cultura de cereais como o trigo acaba por impulsionar também a domesticação e cultivo de outros vegetais, tais como as leguminosas ervilha e lentilha.
As primeiras espécies cereais envolvidas no processo de domesticação foram as variedades selvagens de trigo Triticum boeticum e Triticum dicoccoides, de cevada a Hordeum spontaneum e do gênero Aegilops a  Aegilops squarrosa.
A domesticação de espécies vegetais acaba por tornar essa espécie totalmente dependente do homem, seja para sua disseminação ou desenvolvimento, além de tornar a mesma geneticamente distinta da variedade selvagem da qual se origina:
- Trigo

A domesticação do trigo ocorreu por meio da seleção artificial daqueles espécimes com sementes mais resistentes e mais aderidas, facilitando o transporte do campo para o local de debulha, o que não era possível na variedade selvagem, onde as sementes se desprendiam facilmente.
- Milho

Um exemplo que evidencia essa maior dependência do vegetal está na domesticação do milho. Quando o comparamos ao teosinto, seu espécime ancestral, vemos que seus grãos são aderidos ao sabugo e envoltos por palha. Além disso, todas as sementes germinam ao mesmo tempo, impedindo que qualquer uma das mudas possa se desenvolver, a não ser que antes do plantio os grãos sejam separados da espiga pelo homem.
Acredita-se que o milho tenha sido domesticado inicialmente no México, a partir da gramínea teosinto, na região do rio Balsas. Estudos no local confirmam que esta ocorreu no início do Holoceno. Com o desenvolvimento de seu plantio, este se estendeu para o Panamá há 7,6 mil anos, chegando na América do Sul há 6 mil anos. Quando da chegada de Cristóvão Colombo a América, o milho era cultivado desde a Argentina até o Canadá sendo, dentre os vegetais, a base alimentícia dos indígenas que aqui viviam.
- Arroz

A origem do arroz é incerta, e o mesmo pode ser dito de sua domesticação, que se acredita possa ter ocorrido na região de Korat, ou em algum vale ao norte da Tailândia ou no Planalto de Shan em Myanmar, ou ainda em Assam na Índia. Sua dispersão pelo mundo só veio a ocorrer na Era das Grandes Navegações pelos europeus que já conheciam a cultura devido às incursões de Alexandre Magno a Índia. O primeiro registro na América do Norte é datado de 1685, na Carolina do Sul; no Brasil, seu cultivo foi introduzido pelos portugueses, sendo o primeiro registro na capitania de São Vicente, já as primeiras lavouras ocorreram em 1587 na Bahia.
O fato de diversas variedades de arroz, inclusive as consideradas envolvidas na domesticação do mesmo, serem encontradas entre essa regiões corrobora a ideia de que o sudeste asiático possa ser o berço do cultivo de arroz. Evidências arqueológicas confirmam o uso deste cereal em 4 000 a.C. na região de Korat, Tailândia, que juntamente com evidências do uso de plantas a 10 000 a.C. encontradas na Caverna dos Espíritos, na fronteira entre o Myanmar e a Tailândia, faz supor que a agricultura possa ter se iniciado há mais tempo do que se pensa.
Assim como outros cereais, o arroz sofreu alterações durante seu processo de domesticação, dentre as quais tem-se o exemplo de uma variação genética entre espécies selvagens e variedades domesticadas que tornou o talo desta última mais robusto, além de ter aumentado a sua produção. Ao se compararem as variedades percebe-se também que as espécies selvagens têm mais diversidade genética do que as domésticas.

## Morfologia do grão

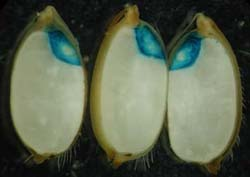
Grão de arroz (Oryza sativa) em secção longitudinal, os embriões ou gérmen estão corados de azul, o endosperma de branco e percebe-se o farelo em amarelo.

Os grãos são compostos por três partes
Pericarpo – a camada mais externa, rica em fibras
Endosperma – parte intermediaria, fonte energética composta por carboidratos e proteínas
Gérmen ou embrião – parte interna, rica em nutrientes, minerais e vitaminas

## Cultivo
Cada espécie de cereais apresenta características próprias e muitas vezes distintas, porém o seu cultivo é muito semelhante. Todos são plantas anuais, isto é, produzem apenas uma vez no seu ciclo de vida de um ano. O trigo, o centeio, a aveia, a cevada, entre outros cereais, são considerados plantas de clima frio, que crescem bem em clima moderado mas param o seu desenvolvimento em períodos de clima mais quente, cerca de 30 °C a depender da espécie, o contrário se aplica a cereais que se enquadram como plantas de clima quente como o milho, o milheto e o sorgo cultivados em planícies baixas tropicais ao longo de todo o ano, além de regiões de clima temperado.

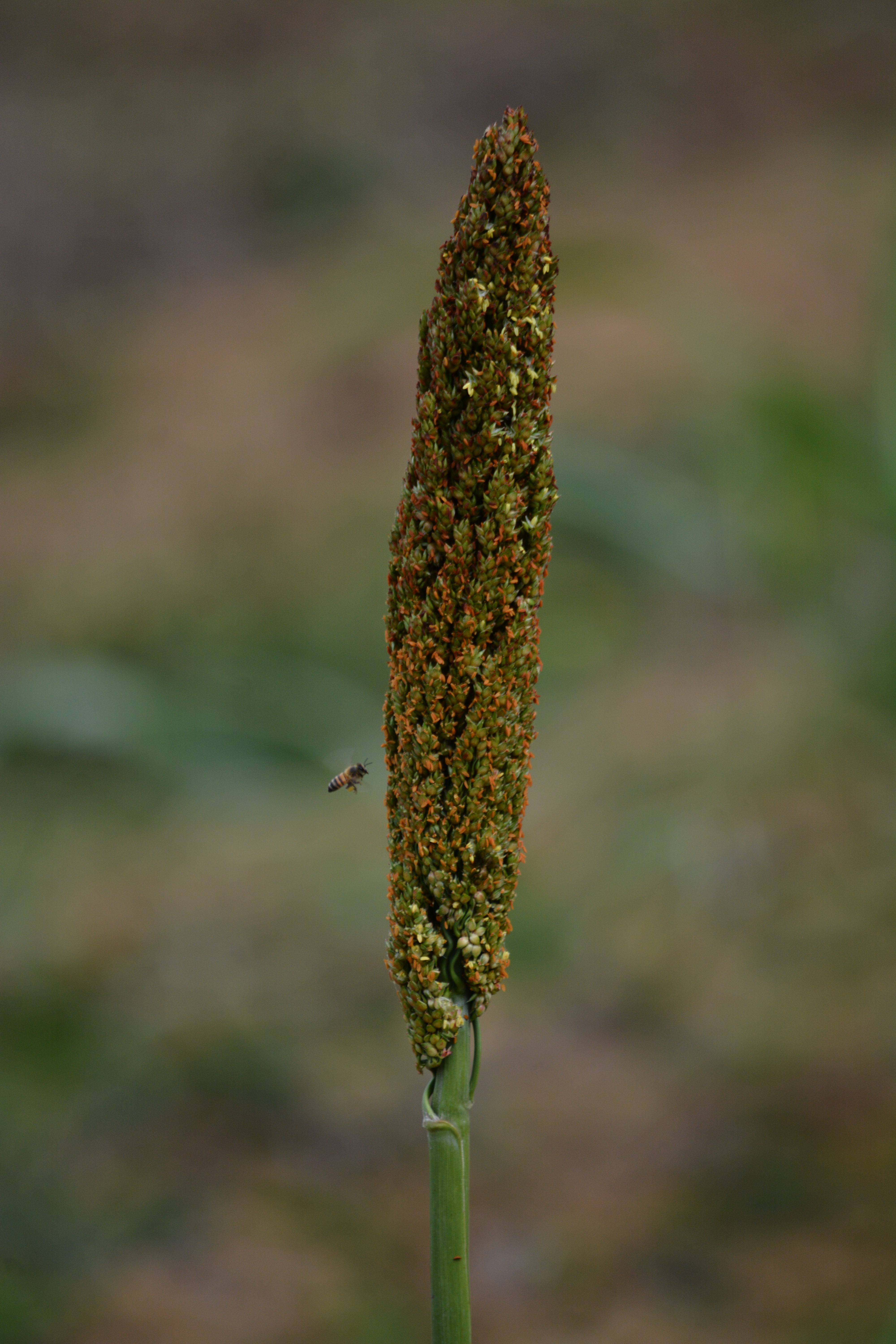
Panícula de Sorgo AL Precioso

Cereais de clima frio são bem adaptados a climas temperados. A maioria das variedades de uma espécie em particular são ou do tipo de inverno ou de primavera. As variedades de inverno são semeadas no outono, germinam e crescem vegetativamente, então adormecem durante o inverno, que nas zonas temperadas do hemisfério Norte ocorre de dezembro a março. Elas só retomam o crescimento na primavera, amadurecendo até o início do verão. Este sistema de cultivo faz uso otimizado da água e libera terra para outra safra no início da temporada de crescimento. Variedades de inverno não florescem até a primavera porque elas necessitam da vernalização. As variedades de primavera são cultivadas em locais em que não se alcança a vernalização ou que excedem a rusticidade da planta, estes são plantados no início da primavera e amadurecem no verão, eles requerem menos irrigação, porém rendem menos do que os cereais de inverno.
O centeio é o cereal mais rústico, suportando o inverno no sub-ártico da Sibéria. O trigo, por sua vez, é o mais popular e, apesar de ser de estações frias, pode ser cultivado nos trópicos, em regiões de clima mais ameno, na realidade todos os cereais de clima frio podem ser cultivados em regiões tropicais, desde que suas necessidades climáticas sejam atendidas.
Dentre os principais cultivos por área cultivada no mundo temos grande participação de cultivos de cereais, cerca de metade da terras agrícolas do globo é ocupada pelos três principais grãos.

## Produção
A tabela a seguir mostra a produção de cereais no mundo nos anos de 2010 (último ano com levantamento) a 2008, a título de comparação há os dados levantados no ano de 1961, quando se iniciou o levantamento.

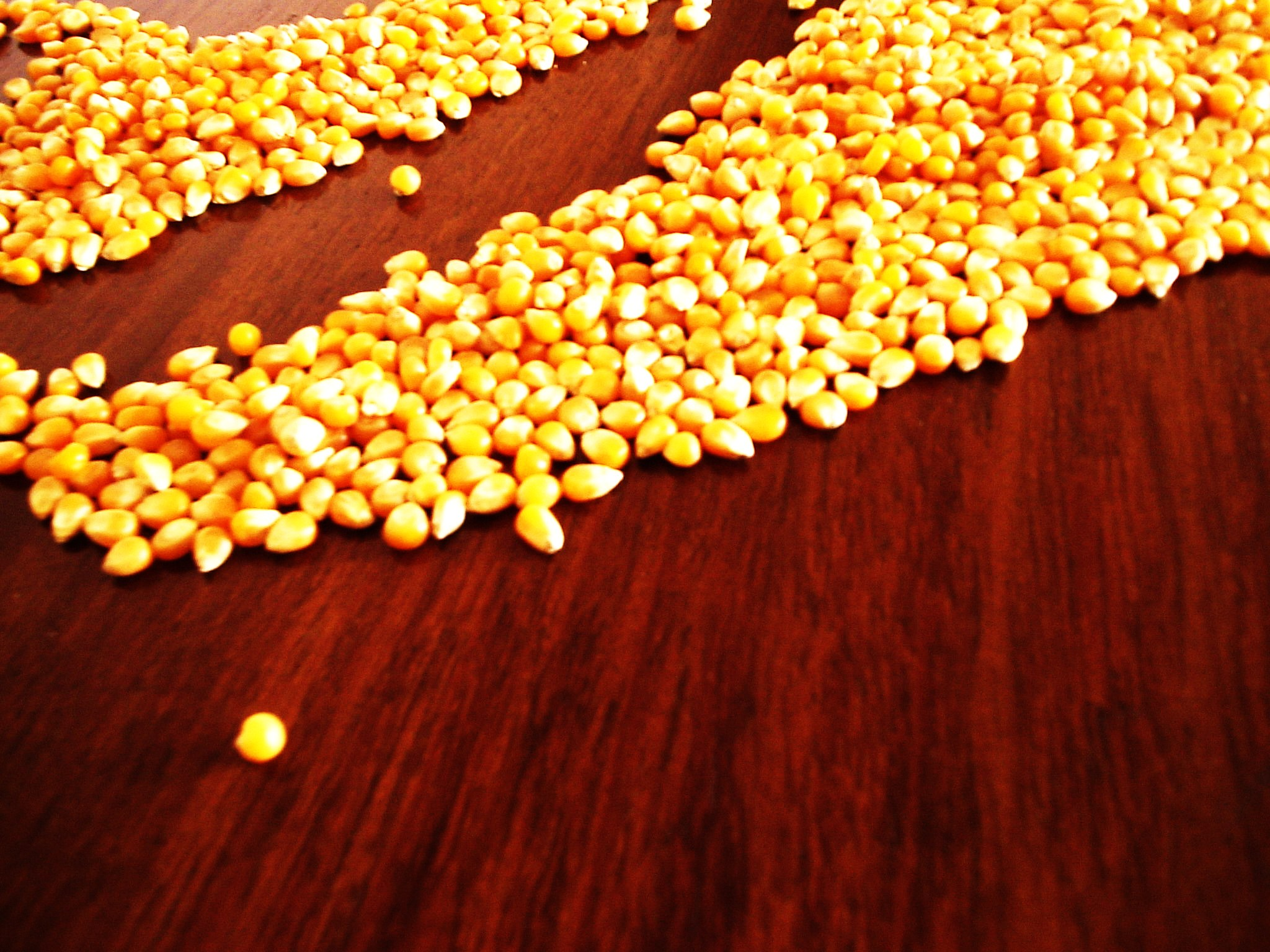
Grãos de milho
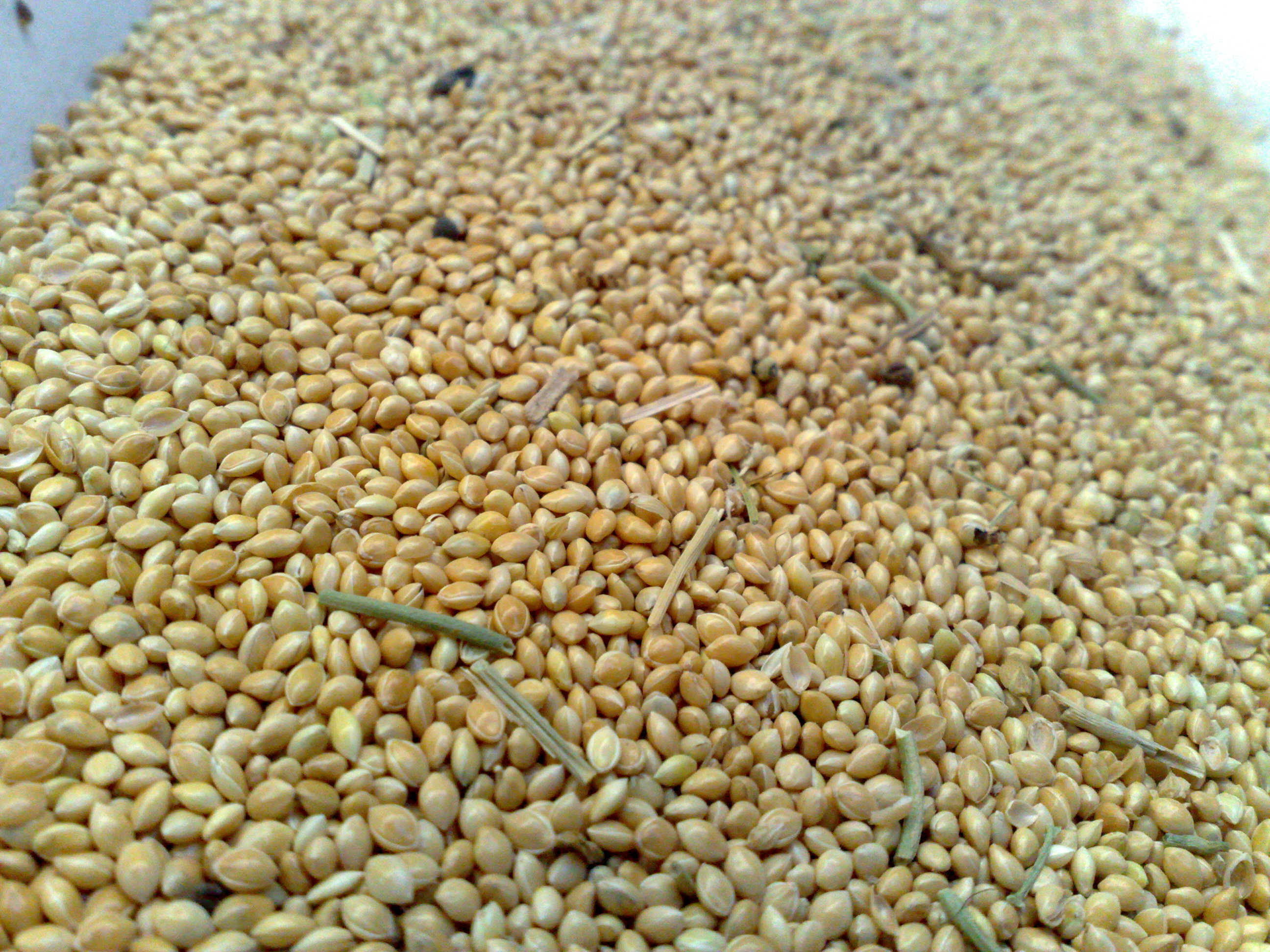
Grãos de milheto
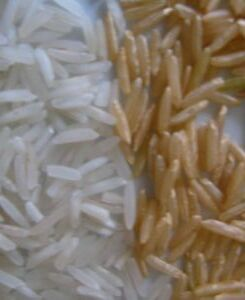
Grãos de arroz branco e arroz integral
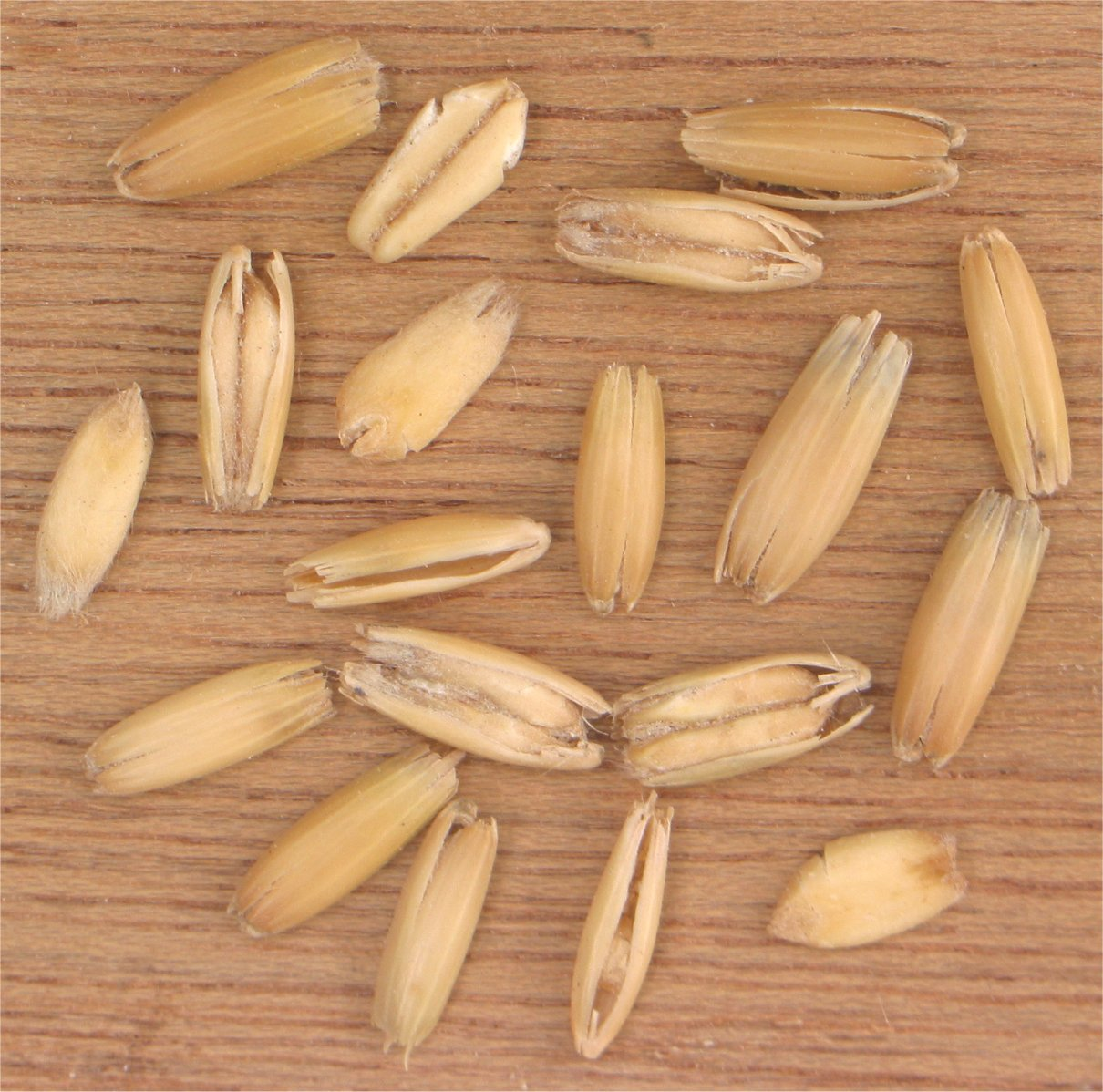
Grãos de aveia
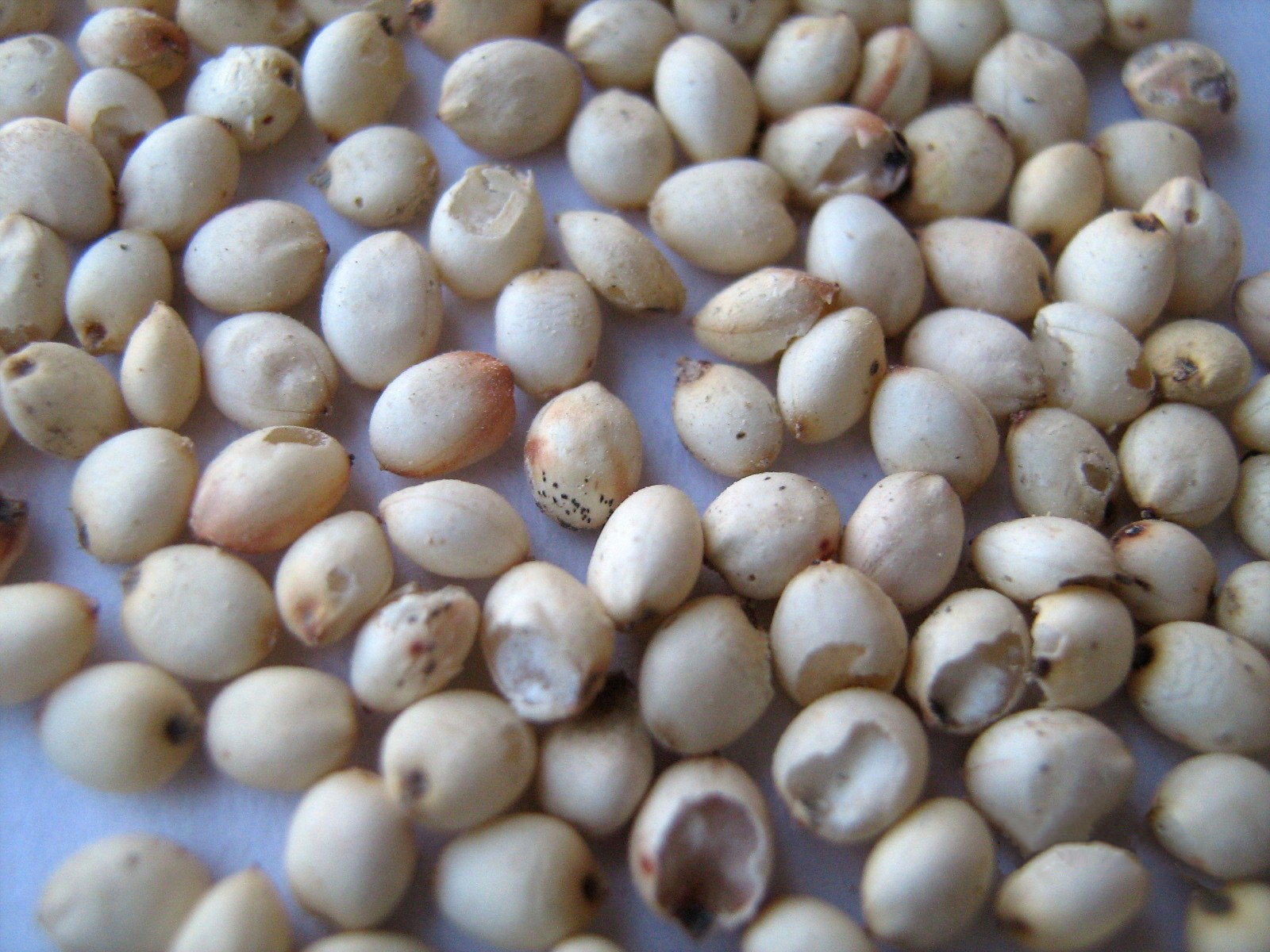
Grãos de Sorgo
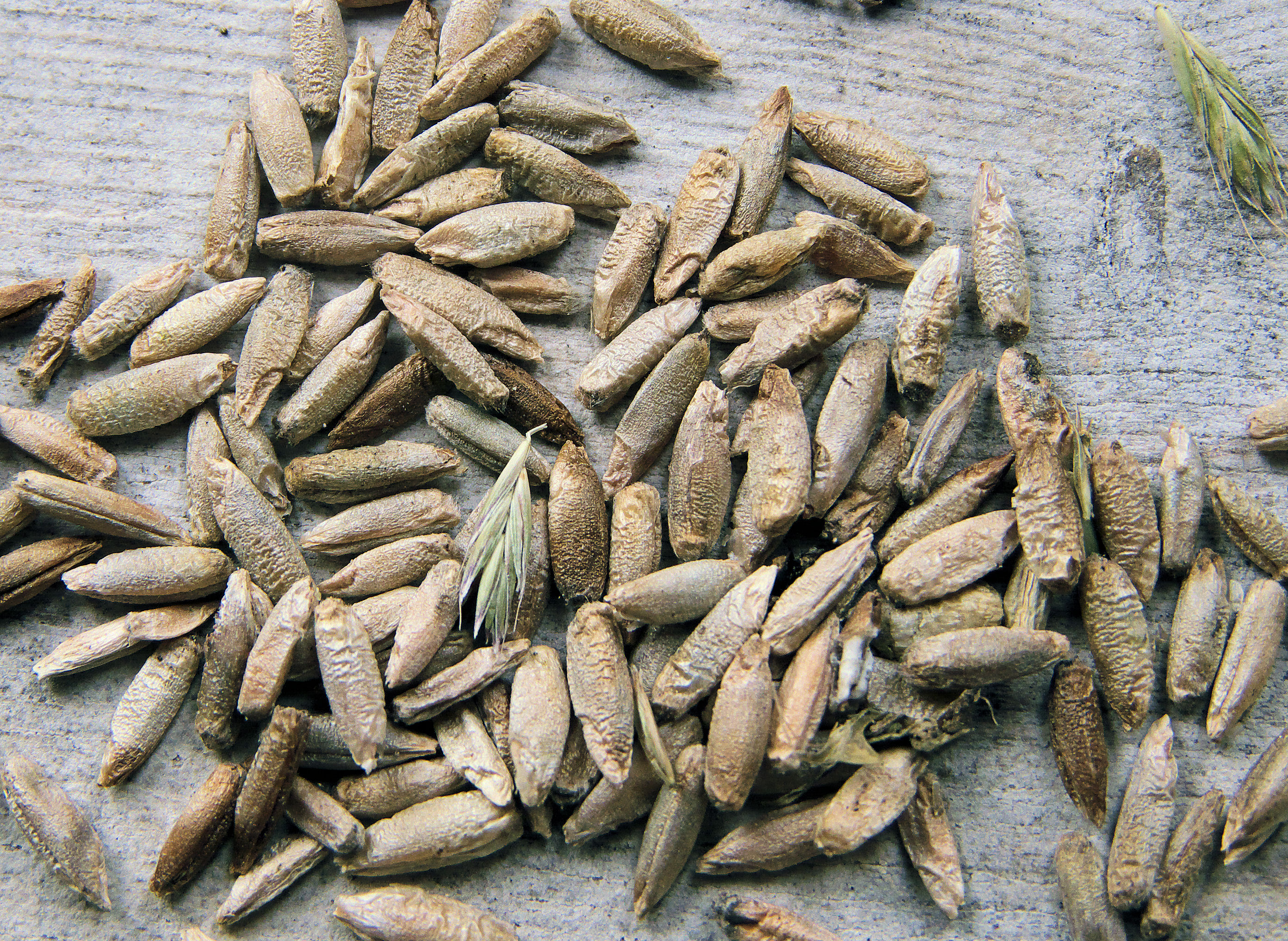
Grãos de Centeio

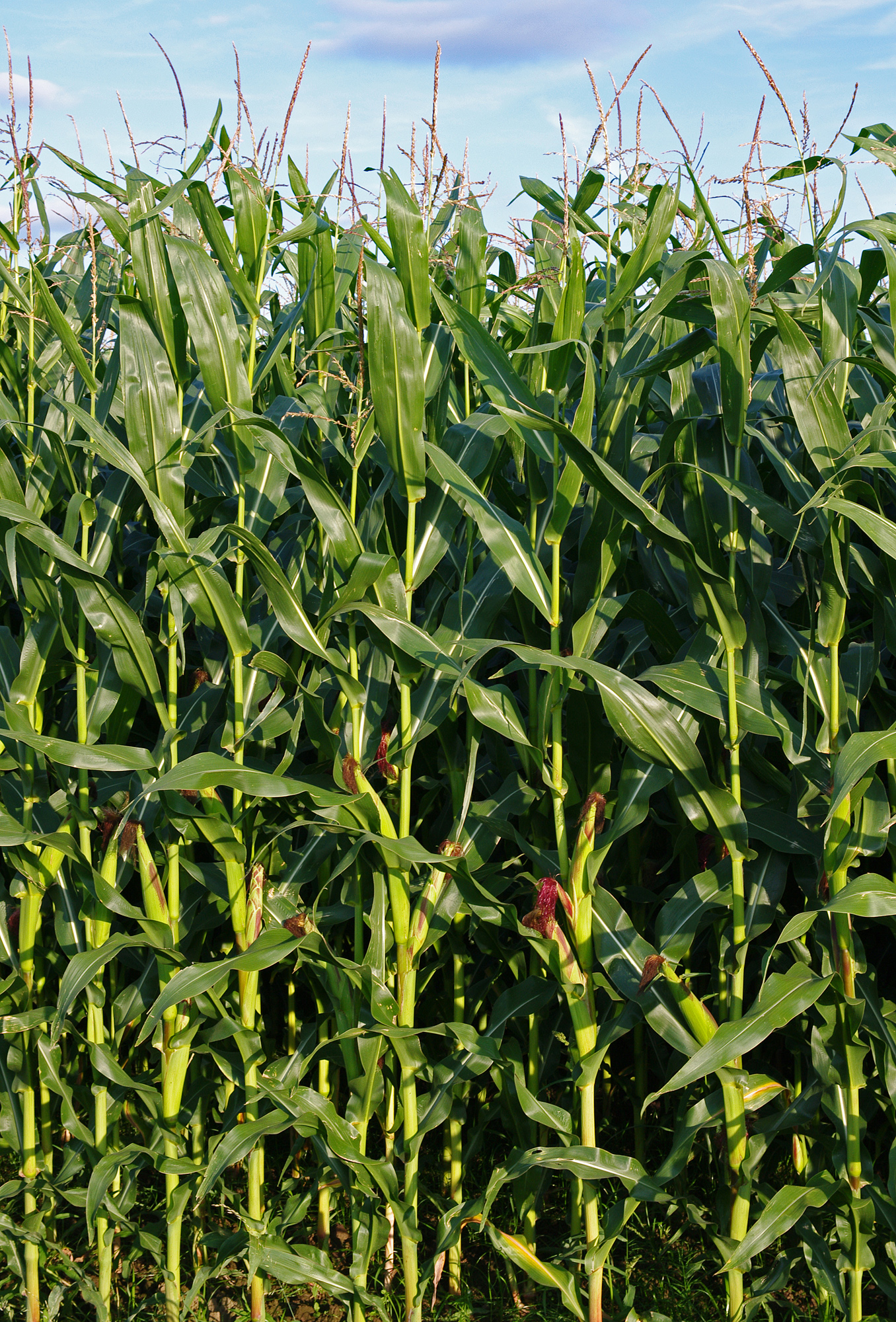
Milho - gramínea
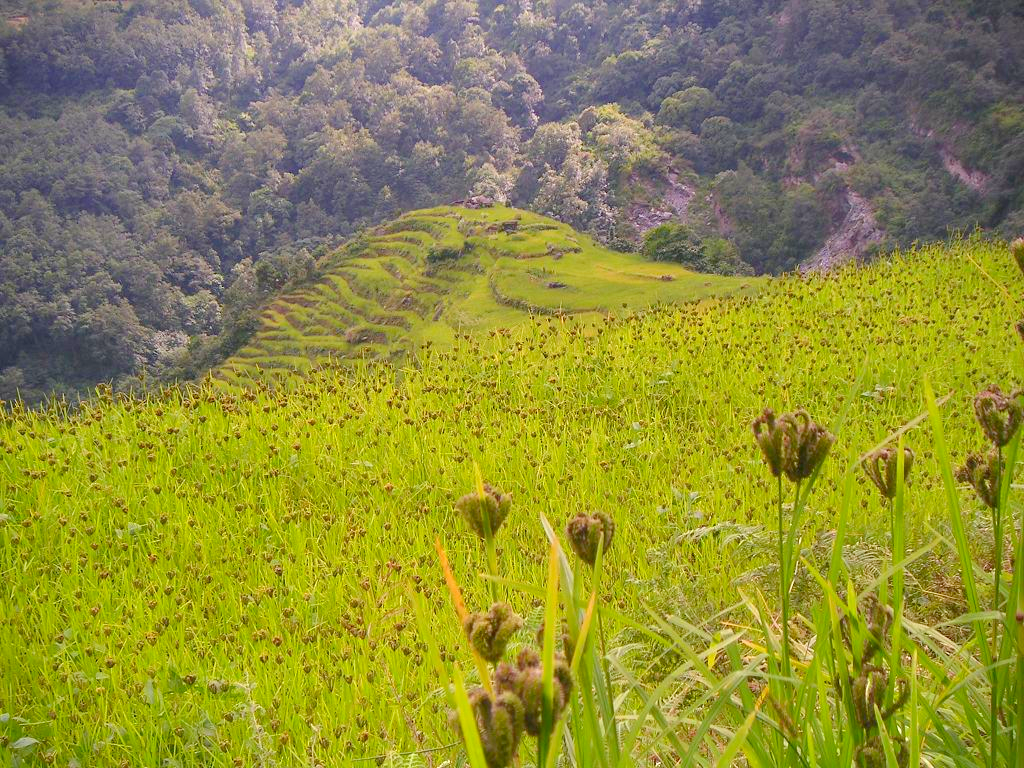
Milheto - gramínea
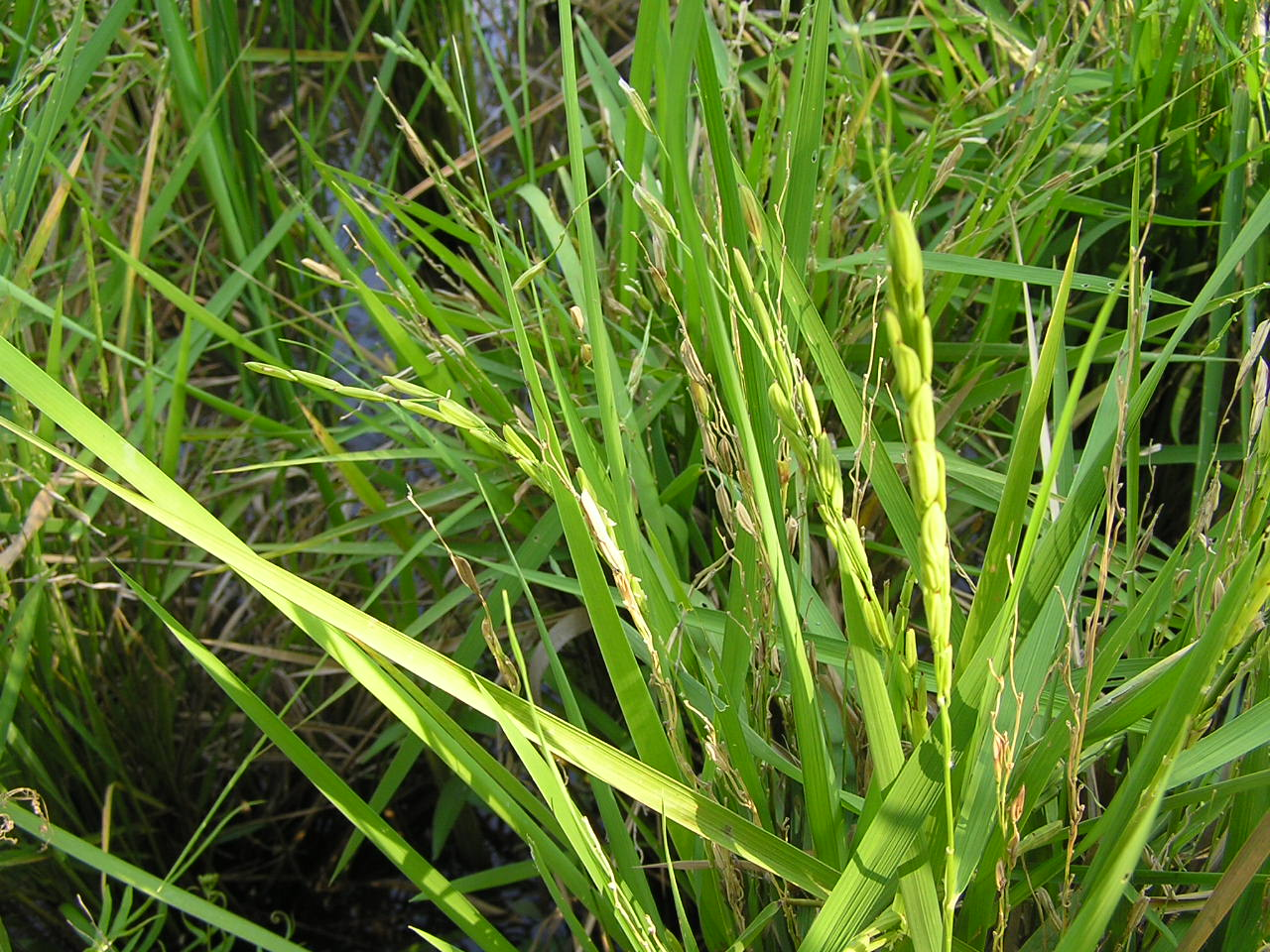
Arroz - gramínea
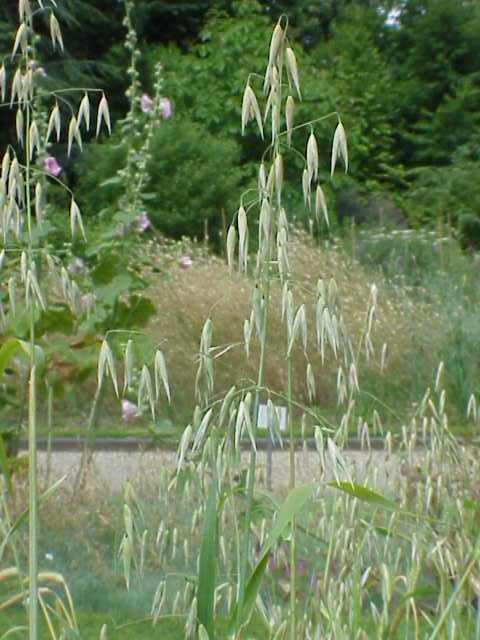
Aveia - gramínea
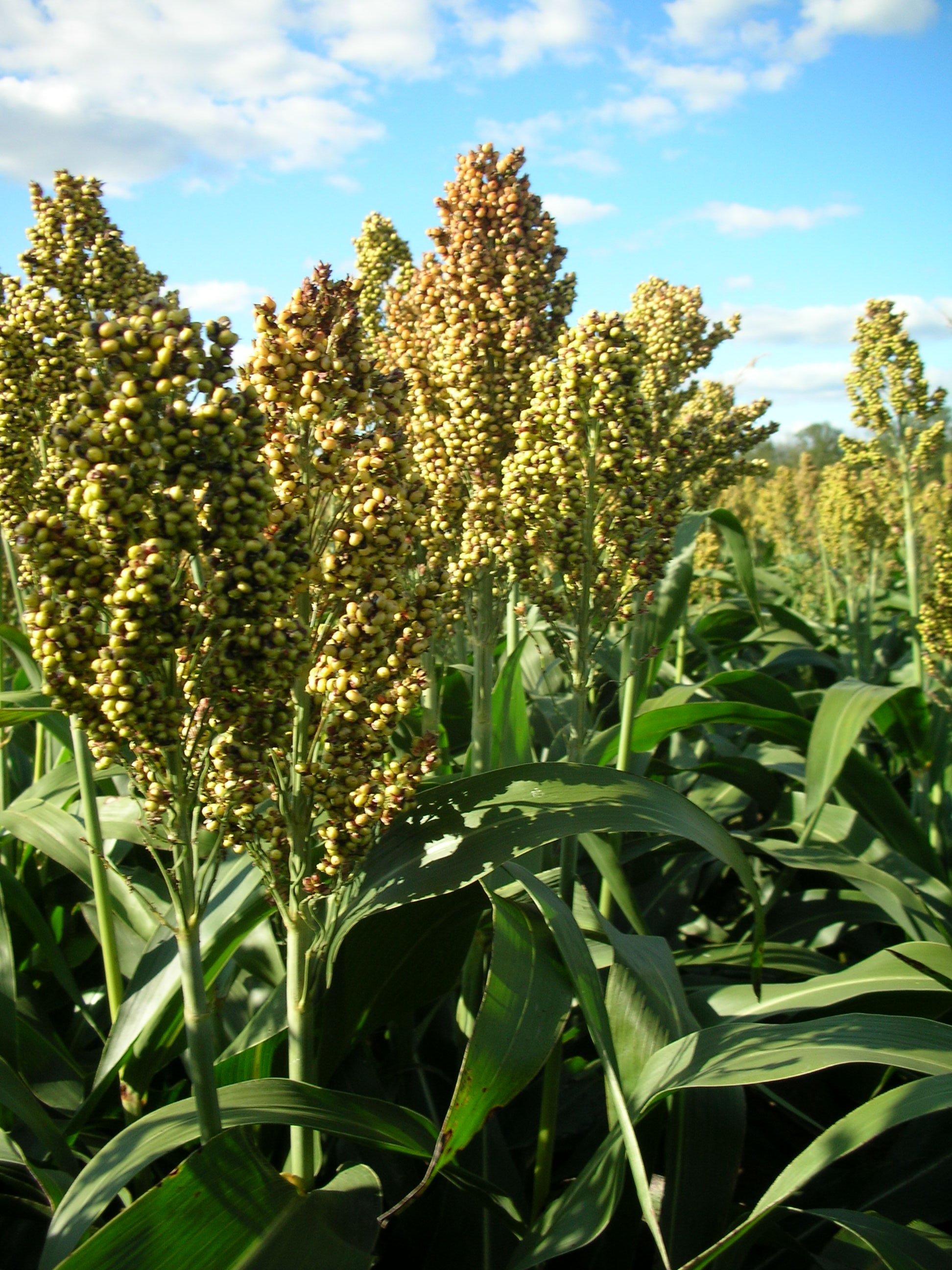
Sorgo - gramínea
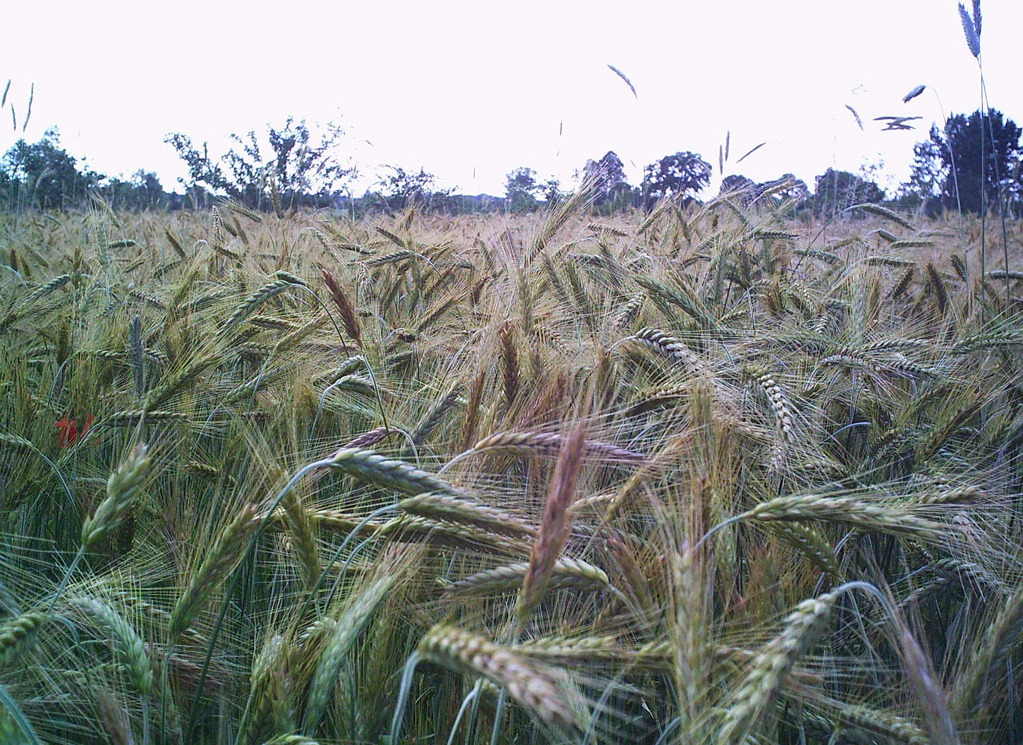
Centeio - gramínea

## Nutrição
Desde antes do advento da agricultura que os cereais fazem parte do hábito alimentar da humanidade, principalmente devido a sua facilidade de manutenção e conservação além de seu baixo custo e do seu alto valor nutritivo. Neles encontramos diversos nutrientes tais como carboidratos, proteínas, gorduras, sais minerais, vitaminas e enzimas; os cereais integrais possem ainda alto teor de fibras.
Dentre os nutrientes os carboidratos são os que aparecem em maior proporção por grão, com valores em torno de 78 a 83% a depender do cereal, sendo quase em sua totalidade o amido. O glúten é uma substância presente nos cereais, especialmente no trigo, formado por duas proteínas: gliadina e glutenina. As gorduras por sua vez são principalmente trigliceróis. Dentre os sais temos o sódio, o potássio, o cloro, o fósforo, o cálcio, o magnésio, o enxofre e o ferro. As vitaminas encontradas são as do complexo B, principalmente a B1, no germe e a B2 mais distribuída no grão. A vitamina E, é encontrada principalmente no germe. Os cereais são deficientes nos aminoácidos lisina, treonina e triptofano.
Em geral os nutrientes estão assim distribuídos nos cereais:
- Farelo

Fibras
Vitaminas B
Minerais
Proteínas
Fitonutrientes (substâncias encontradas naturalmente nas plantas que fazem bem para a saúde)
- Endosperma

Carboidratos
Proteínas
Pequenas quantidades de vitaminas B
- Gérmen

Minerais
Vitaminas B
Vitamina E
Fitonutrientes
Quando os cereais são moídos, ou refinados, temos a remoção do farelo e do gérmen, permanecendo apenas o endosperma. Desta maneira a maior parte do valor nutricional do cereal é perdida, o que não ocorre com os cereais integrais.

## Composição química
Abaixo temos a composição dos principais cereais:

## Referência bibliográfica
Bespalhok F., J.C.; Guerra, E.P.; Oliveira, R. Melhoramento de Plantas. Disponível em www.bespa.agrarias.ufpr.br
Jorge, M. H. A.; A domesticação de plantas nativas do Pantanal. Documentos nº70. Corumbá: Embrapa Pantanal, 2004.